# Stazione meteorologica di Novara Centro
La stazione meteorologica di Novara Centro è la stazione meteorologica di riferimento relativa all'area urbana della città di Novara.

## Coordinate geografiche
La stazione meteorologica si trova nell'Italia nord-occidentale, in Piemonte, nel comune di Novara, a 164 metri s.l.m. e alle coordinate geografiche 45°27′N 8°36′E.

## Dati climatologici
In base alla media trentennale di riferimento 1961-1990, la temperatura media del mese più freddo, gennaio, si attesta a +1,6 °C; quella del mese più caldo, luglio, è di +24,1 °C .
| Novara Centro      | Mesi | Mesi | Mesi | Mesi | Mesi | Mesi | Mesi | Mesi | Mesi | Mesi | Mesi | Mesi | Stagioni | Stagioni | Stagioni | Stagioni | Anno |
| Novara Centro      | Gen  | Feb  | Mar  | Apr  | Mag  | Giu  | Lug  | Ago  | Set  | Ott  | Nov  | Dic  | Inv      | Pri      | Est      | Aut      | Anno |
| ------------------ | ---- | ---- | ---- | ---- | ---- | ---- | ---- | ---- | ---- | ---- | ---- | ---- | -------- | -------- | -------- | -------- | ---- |
| T. max. media (°C) | 4,4  | 7,2  | 12,5 | 17,8 | 23,3 | 27,2 | 29,7 | 28,3 | 23,9 | 16,7 | 10,1 | 5,7  | 5,8      | 17,9     | 28,4     | 16,9     | 17,2 |
| T. min. media (°C) | −1,3 | 0,6  | 4,3  | 8,3  | 12,6 | 16,2 | 18,6 | 17,6 | 14,7 | 9,6  | 4,7  | 0,6  | 0,0      | 8,4      | 17,5     | 9,7      | 8,9  |